# ملاك في أستراليا (رواية)
ملاك في أستراليا (بالإنجليزية: An Angel in Australia)‏ هي رواية للكاتب الأسترالي توماس كينيلي، نشرت عام 2002، لأول مرة عن دار نشر دابلداي في أستراليا.